# Футрик, Иван Владимирович
Иван Владимирович Футрик (5 декабря 1989, Днепропетровск) — украинский гребец.

## Карьера
Греблей занимается с 2005 года. Серебряный призёр молодёжного чемпионата мира 2009 года (BM4x). Бронзовый призёр молодёжного чемпионата мира 2010 года (BM4x). Победитель молодёжного чемпионата мира 2010 года (BM4x).
Серебряный призёр чемпионата Европы 2012 года (M4x). Серебряный призёр чемпионата Европы 2014 года (M2x).
Серебряный призёр Универсиады 2013 года (M8+). За высокий результат награждён Орденом Даниила Галицкого . Мастер спорта Украины международного класса.

## Семья
Жена Ивана - Екатерина - олимпийская чемпионка 2012 года по академической гребле, Заслуженный мастер спорта Украины. В сентябре 2013 года Екатерина родила сына и дочь .